# 紅閃光美洲鱥
紅閃光美洲鱥（學名：Luxilus cardinalis）為輻鰭魚綱鯉形目雅羅魚科的其中一種，分布於美國密蘇里州西南部、阿肯色州西北部、堪薩斯州東部和俄克拉荷馬州東部的阿肯色河流域，體長可達11公分，棲息在岩石底質、水流快速的中小型溪流，生活習性不明。